# Fourques, Gard
Fourques är en kommun i departementet Gard i regionen Occitanien i södra Frankrike. Kommunen ligger i kantonen Beaucaire som tillhör arrondissementet Nîmes. År 2022 hade Fourques 2 701 invånare.

## Befolkningsutveckling
Antalet invånare i kommunen Fourques
Referens:INSEE